# Declaração de independência da Catalunha
A Declaração de Independência da Catalunha é uma resolução que foi aprovada pelo Parlamento da Catalunha em 27 de outubro de 2017, que declarou a independência da Catalunha da Espanha e a fundação de uma República Catalã.
Em 10 de outubro, após a realização de um referendo separatista, um documento que estabelece a Catalunha como república independente foi assinado pelos membros da maioria do parlamento regional da Catalunha. Uma vez que a assinatura não ocorreu em uma sessão plenária, foi considerado um ato simbólico sem efeito legal.
O mesmo documento foi então votado e aprovado em 27 de outubro pela mesma maioria em uma sessão plenária. Cinquenta e cinco deputados da oposição se recusaram a estar presentes durante a votação de 27 de outubro após o jurídico do Parlamento Catalão avisar que a votação não tinha valor legal, visto que tinha sido suspensa pelo Tribunal Constitucional Espanhol.
Poucas horas depois, o primeiro-ministro Mariano Rajoy, da Espanha, anunciou que, em uso do artigo 155, aprovado pelo Senado, ele destituiu o presidente catalão, Carles Puigdemont, e seu gabinete e convocou novas eleições regionais no dia 21 de dezembro de 2017.

## Antecedentes

### Referendo

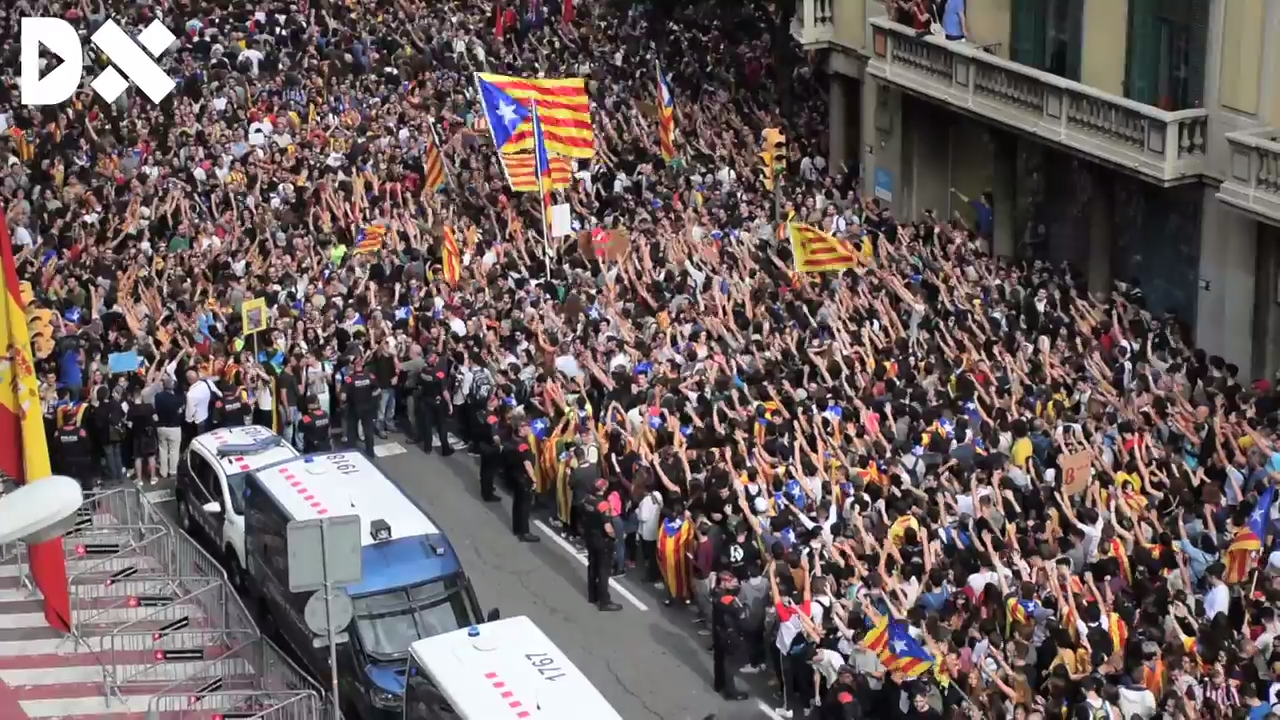
Greve geral na Catalunha após a opressão policial contra o referendo.

No dia 1 de outubro de 2017, foi realizado um referendo na Catalunha com a seguinte pergunta: "Quer que a Catalunha seja um estado independente em forma de república?". O objetivo era saber, se era de interesse da população que a região se tornasse independente. Após a contagem de votos, o resultado foi de 90% de votos de favoráveis, mas com participação de apenas 42% dos eleitores habilitados.
O referendo, no entanto, foi considerado ilegal por parte do governo central da Espanha, que realizou ações para evitar que a votação ocorresse, tais como a apreensão do material de votação e o fechamento dos locais de votação.

## Declaração de independência

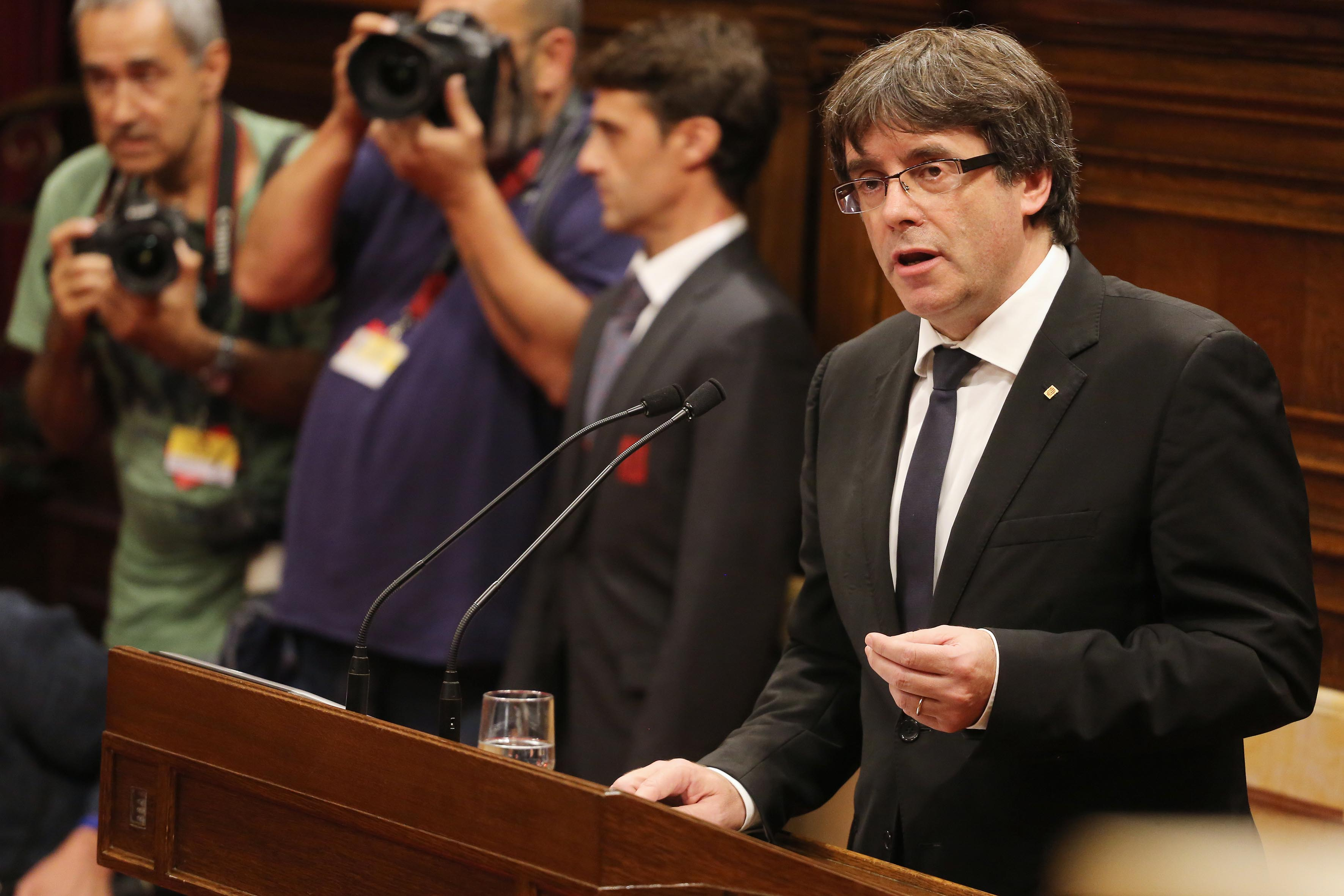
Carles Puigdemont no Parlamento Catalão.

Após a contagem dos votos, o presidente regional Carles Puigdemont, realizou uma declaração, onde disse que "a região ganhou o direito de ser independente", mas não declarou a independência de forma clara e imediata.
Em 27 de outubro de 2017, uma resolução baseada na "Declaração dos representantes da Catalunha" foi aprovada com 70 votos a favor, 10 contrários e 2 votos em branco no Parlamento Catalão. Cinquenta e cinco deputados da oposição se recusaram a estar presentes durante a votação após o jurídico do Parlamento avisar que ela não tinha valor legal, após ter sido suspensa pelo Tribunal Constitucional Espanhol. Note-se que os dois partidos pró-independência, JxSí e CUP, tinham 72 assentos, mas o voto a favor da independência só obteve 70. (Espanha usa o método D'Hondt para dispor assentos no Parlamento e os 72 assentos dos dois partidos foram obtidas com os votos emitidos por 48,1% dos eleitores catalães.)
Após a declaração, os independentistas elencaram passos para garantir a consolidação da nova nação no âmbito social, econômico e jurídico. Alguns desses passos seriam a investigação das responsabilidades do Governo Espanhol nos incidentes do referendo de 1 de outubro; a promulgação de decretos para emitir documentos atestando a cidadania catalã; a promoção de um tratado de dupla cidadania com a Espanha; o estabelecimento de um prazo de transferência para um serviço público adequado; a criação de um banco público nacional; o reconhecimento de outras nações e a criação de sua própria constituição.

## Reação

### Espanha

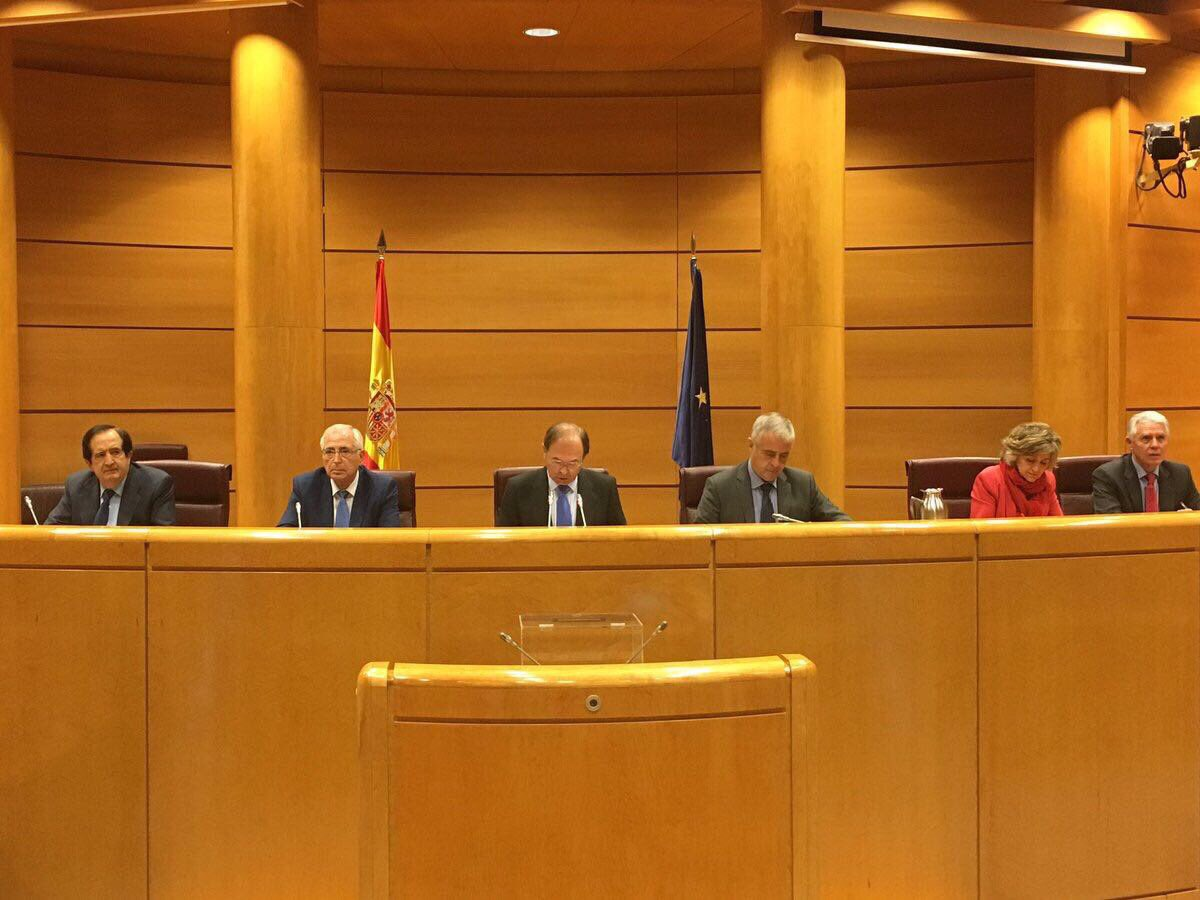
Comissão do Senado Espanhol para a aplicação do Artigo 155.

O primeiro-ministro espanhol, Mariano Rajoy, exigiu que o presidente regional realizasse um esclarecimento formal, de forma a se ter certeza se o mesmo declarou ou não a independência, com a ameaça de invocar o Artigo 155, que permite a dissolução da autonomia da região. Como não obteve resposta, o primeiro-ministro propôs uma intervenção, destituindo o governo local e implementando um governo provisório.
Logo após a votação, o Senado espanhol aprovou a invocação do Artigo 155, que dissolveu a autonomia da região e permitiu uma intervenção política na Catalunha, e delegou a vice-presidente espanhola, Soraya Sáenz de Santamaria, como a presidente interina da Catalunha. Nesse pacote de medidas, o Senado também destituiu o chefe de polícia da Catalunha, Josep Lluís Trapero.
Puigdemont e outros membros do governo, no entanto, não aceitaram a destituição, e falaram que vão resistir pacificamente e continuarão trabalhando "para construir um país livre". O governo espanhol respondeu ameaçando de os prender por rebelião.
Em 12 de fevereiro de 2019 teve início um julgamento dos líderes separatistas no Supremo Tribunal de Espanha. O julgamento terminou oficialmente em 12 de junho de 2019 com veredicto unânime dos sete juízes pelas sentenças de prisão por crimes de sedição dos 12 acusados; deles, cinco também foram considerados culpados de uso indevido de fundos públicos. Suas sentenças variaram de 9 a 13 anos. Os três acusados restantes foram considerados culpados de desobediência e foram condenados a pagar uma multa, mas não receberam pena de prisão. O tribunal rejeitou as acusações de rebelião.

### Comunidade internacional
No momento da proclamação de independência, a República Catalã não foi reconhecida por nenhum Estado soberano. Logo após a declaração realizada pelo governo catalão, vários países se manifestaram contra a independência, defendendo a unidade do território espanhol. Os Estados Unidos declararam que a Espanha deve se manter "forte e unida". Enquanto isso, a União Europeia declarou que "a Espanha será a única interlocutora" e pediu para Madrid que "opte pela força do argumento e não pelo argumento da força". O presidente da Comissão Europeia, Jean-Claude Juncker, considerou que a União Europeia "não precisa de mais fissuras e de mais fraturas". Portugal, França, Alemanha, Reino Unido e Itália declararam abertamente que não reconhecerão a independência declarada pela Catalunha. Vários outros países, como a Rússia, a Grécia e a Austrália e o Azerbaidjão, declararam que assunto deve ser tratado interna, pacífica e democraticamente e de acordo com a constituição espanhola, e afirmando que a declaração não poderia ser feita unilateralmente. O Brasil declarou que não reconhecerá a independência, e pediu para que a situação seja solucionada na base do diálogo e respeito à constituição. Pediu também que a unidade da Espanha fosse preservada. Atualmente, apenas a República da Abecásia, um país também autodeclarado independente, está apta a reconhecer a independência, porém é necessário que se cumpra uma série de requisitos legais e que seja realizado um pedido formal.